# Летиція Фіцджеральд, 1-ша баронеса Оффалі

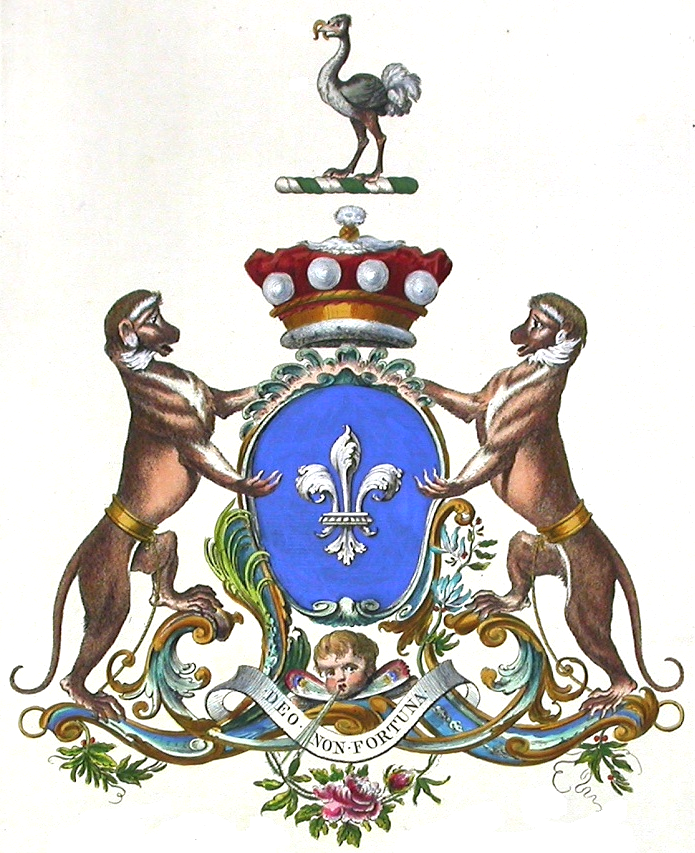
Герб баронів Дігбі.

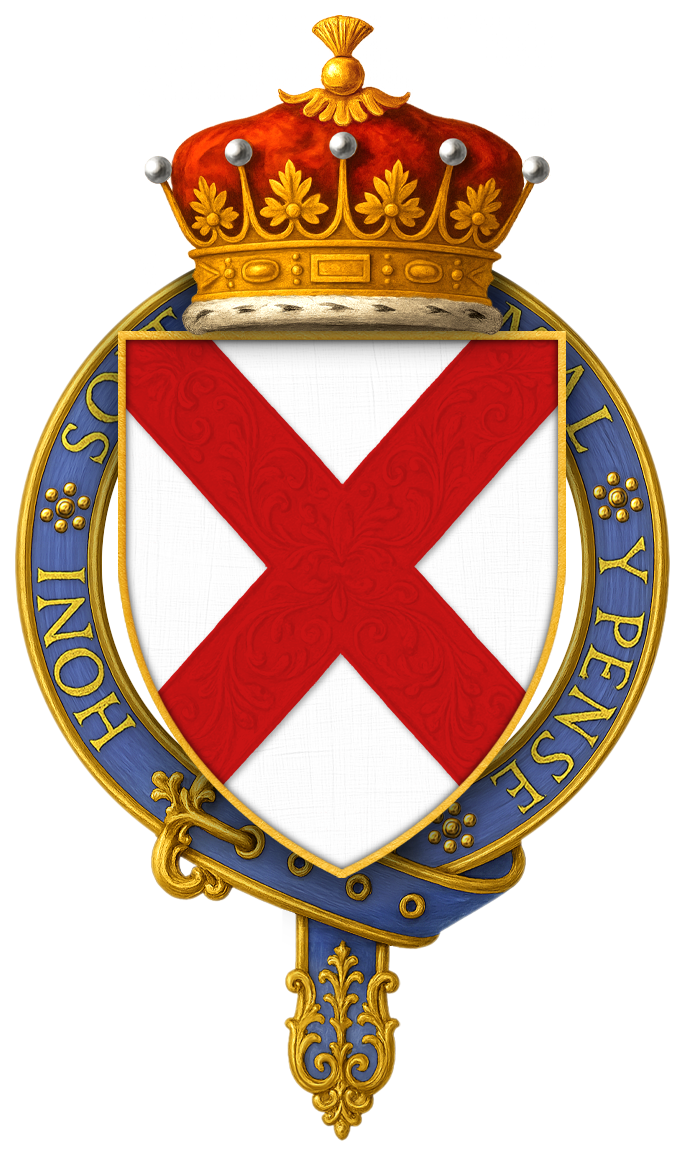
Герб ФітцДжеральдів.

Летиція ФітцДжеральд (англ. Lettice FitzGerald, 1st Baroness Offaly; 1580 — 1 грудня 1658) — Летиція Дігбі — І баронеса Оффалі, ірландська дворянка з династії ФітцДжеральд. Незважаючи на те, що вона стала спадкоємицею графів Кілдер після смерті її батька, титул пішов до наступного Фітцджеральда чоловічої статі, коли її дід, ХІ граф Кілдер помер в 1585. У 1620 році вона стала юридично баронесою Оффалі по волі короля Англії Джеймса I.
Вона була дружиною сера Роберта Дігбі — англійського аристократа, з ним вона мала десять дітей. Вони багато років відстоювати свої права перед численними судами.
У 1641 році спалахнуло повстання за незалежність Ірландії. На початку 1642 року коли Летиції ФітцДжеральд було 62 роки, її замок Гісхілл був обложений армією повстанців з ірландського клану О'Демпсі. Їй вдалося протримати оборону замку до жовтня 1642 року. Оборона замку була описана як «найгероїчніший епізод в історії ірландського повстання 1641 року».

## Родина
Летиція ФітцДжеральд народилась біля 1580 року і була єдиною дитиною та спадкоємицею Джеральда ФітцДжеральда — лорда Оффалі та Кетрін Кнолліс — молодшої дочки Кетрін Кері та сера Френсіса Кнолліс. Прабабусею Летиції була Мері Болейн — старша сестра Анни Болейн — королеви Англії, другої дружини короля Англії Генріха VIII, що був коханцем Мері Болейн до одруження з Анною, і можливо, був біологічним батьком її дочки Катерін. Дідусем Летиції був Джеральд ФітцДжеральд — ХІ граф Кілдер. Одною з її тіток була Лениція Нолліс — знаменита суперниця королеви Англії Єлизавети І.
Її батько помер у червні 1580 року, коли Летиція народилась, вона не знала свого батька. Після його смерті Летиція стала спадкоємицею графів Кілдер. Але графство, замки, титули, землі, маєтки отримав її дядько Генрі. Її мати вийшла вдруге — одружилась з сером Філіпом Батлером. Але невідомо, чи були в неї з ним діти.

## Шлюб і діти
19 квітня 1598 року у віці 18 років Летиція вийшла заміж за сера Роберта Дігбі (1574 — 24 травня 1618) — лендлордом Колешілл з Воркширу. Його братом був Джон Дігбі — І граф Брістоль. Подружжя проживало в Ірландії, де сер Роберт був депутатом парламенту Ірландії від Ахі, графство Кілдер в 1613 році. У цьому шлюбі було 10 дітей:
- Мейбл Дігбі — одружилась перший раз з сером Джеральдом Фітцджеральдом — лордом Дромана. Шлюб був невдалим. Вдруге вона одружилась з Донахом О'Браєном.
- Роберт Дігбі — І барон Дігбі (пом. 6 червня 1642) — одружився перший раз з леді Сарою Бойл. Шлюб був невдалим. Вдруге він одружився з Елізабет Алхам.
- Ессекс Дігбі — єпископ Дромор (пом. 12 травня 1683) — перший раз одружився з Томасін Гілберт, шлюб був невдалим. Вдруге одружився з Летицією Бреретон.
- Джордж Дігбі
- Джеральд Дігбі
- Джон Дігбі
- Саймон Дігбі — депутат парламенту Ірландії від Філіпстоуна.
- Філіп Дігбі — одружився з Маргарет Мур
- Летиція Дігбі — одружилась з сером Роджером Ленгфордом
- Абігайл Дігбі — помер у дитинстві.

## Дігбі та графи Кілдер
Летиція та її чоловік затято відстоювали свої законні права — вони вважали, що їх незаконно відсторонили від спадщини графів Кілдер. До 1602 року вони зібрали значний обсяг доказів того, що Летиція була законною спадкоємицею свого діда, що заповіт був підроблений її бабусею Мейбл. Дігбі подав позов проти Мейбл і проти кузена Летиції — XIV графа Кілдер, стверджуючи, що Летицію незаконно лишили її спадщини. Лорд Кілдер подав зустрічний позов, що булла змова з метою позбавити його майна та титулів. Мейбл визнала, що заповіт був підроблений, але вину переклала на адвоката Генрі Барнелла, який був визнаний виним у поганому виконанні своїх службових обов'язків і оштрафований. Позов став досить відомим і затягнувся надовго — на десятки років. Позов слухався в судах Лондона та Дубліна. Лорд-заступник Ірландії сер Артур Чічестер скаржився, що внаслідок цього нескінченного процесу не розглядаються інші важливі справи. Дігбі продовжували цей процес рішуче: навіть після смерті графа Кілдера в 1612 році справу продовжили проти його вдови та маленького сина. Зрештою, сторони змушені були владнати суперечку шляхом арбітражу.

## Баронеса Оффалі
Летиція ФітцДжеральд була спадкоємицею титулу баронів Оффелі. У 1599 році вона повинна була отримати титул баронесси Оффалі. Але визнання цього затяглося. Тільки 29 липня 1620 році король Англії, Ірландії та Шотландії Яків І дарував їй титул І баронесси Оффалі. Це було зроблено в рамках Великої Печатки Англії, король дарував їй землі Кіллех та Гісхілл. Землі Гісхілл були її приданим. Її чоловік помер у травні 1618 року. Її старший син Роберт став бароном Дігбі.

## Повстання 1641 року
У 1641 році спалахнуло повстання за незалежність Ірландії. Летиція — на той час вдова була втягнута в це повстання. Летиція отримала нахабний лист від свого двоюрідного брата Генрі О'Демпсі — віконта Кланмалір, у якому стверджував, що король Англії Карл І дарував йому замок Гісхілл і вимагав передати йому замок негайно. У листі була загроза спалити замок і місто, якщо його вимоги не будуть виконані. Летиція на той час жила в замку Гісхілл разом зі своїми синами. Вона відмовилась віддати замок і відправила лист Генрі О'Демпсі теж наповнений зневагою: «… Я завжди була вірною моєму королю. Дякую Вам за пропозицію конвою під час мого виїзду з замку, бо наш час так мало безпеки. Будучи вільною від будь-яких звинувачень Його Величності, від будь-яких неправильних вчинків, я буду жити і помру безвинною, і буду робити все можливе, щоб захистити себе і свою власність, і хай розсудить мене Бог».
На початку 1642 року Генрі О'Демпсі напав на замок, але захисники замку вистояли, Летиція відмовилась покидати замок і заявила, що буде захищати його. Коли повстанці захопили одного з її синів, і привели його під стіни замку в ланцюгах, погрожували обезголовити його, якщо вона не здавила замок Гісхілл. Летиція вивела одного з полонених — католицького священика і погрожувала вбити його на місці. Повстанці відпустили її сина.
Замок мав багато зброї, боєприпасів та продовольства, замок тримав оборону до жовтня 1642 року, коли Летиція вирішила покинути замок Гісхілл у компанії сера Річарда Гренвілла. Вона покинула Ірландію, переселилась у родовий маєток свого покійного чоловіка в Колешідд, Англія, де вона померла в грудні 1658 року. Вона була похована біля сера Роберта парафіяльній церкві Колешілл.
Їй не вдалося передати титул барона Оффалі старшому онуку — Кілдару Дігбі (біля 1627—1661), після її смерті титул мав перейти до глави Дому Кілдер, який очолював у 1658 році Джордж Фітцджеральд — XVI граф Кілдер.